# Guernes
Guernes là một xã của Pháp nằm ở tỉnh Yvelines trong vùng Île-de-France của Pháp. Xã này có cự ly 10 km về phía tây của Mantes-la-Jolie.
Người dân ở đây trong tiếng Pháp gọi là Guernois.
Các xã giáp ranh là: Saint-Martin-la-Garenne về phía bắc, Follainville-Dennemont về phía đông. Về phía tây và về phía nam, xã này giáp sông Seine chia tách với Mantes-la-Jolie, Rosny-sur-Seine về phía nam, Rolleboise về phía tây bắc.

## Hành chính
| Danh sách các thị trưởng               |           |                    |      |          |
| Giai đoạn                              | Giai đoạn | Tên                | Đảng | Tư cách  |
| mars 2008                              | 2014      | Bernard Bourget    | SE   | retraité |
| tháng 3 năm 2001                       | 2008      | Alain Esnault      |      |          |
| mars 1995                              | 2001      | Jean-Pierre Messin |      |          |
| Tất cả các dữ liệu trước đây không rõ. |           |                    |      |          |

## Biến động dân số
| 1793 | 1800 | 1806 | 1821 | 1831 | 1836 | 1841 | 1846 | 1851 |
| ---- | ---- | ---- | ---- | ---- | ---- | ---- | ---- | ---- |
| 519  | 521  | 438  | 555  | 542  | 567  | 547  | 566  | 541  |

| 1856 | 1861 | 1866 | 1872 | 1876 | 1881 | 1886 | 1891 | 1896 |
| ---- | ---- | ---- | ---- | ---- | ---- | ---- | ---- | ---- |
| 522  | 530  | 513  | 478  | 478  | 498  | 486  | 507  | 515  |

| 1901 | 1906 | 1911 | 1921 | 1926 | 1931 | 1936 | 1946 | 1954 |
| ---- | ---- | ---- | ---- | ---- | ---- | ---- | ---- | ---- |
| 509  | 483  | 481  | 383  | 349  | 384  | 381  | 411  | 416  |

| 1962                                         | 1968 | 1975 | 1982 | 1990 | 1999 | - | - | - |
| -------------------------------------------- | ---- | ---- | ---- | ---- | ---- | - | - | - |
| 450                                          | 502  | 518  | 613  | 745  | 827  | - | - | - |
| Số liệu kể từ 1962 : dân số không tính trùng |      |      |      |      |      |   |   |   |